# Lago Heights
Lago Heights es un barrio ubicado en el extremo oriental de San Nicolás, Aruba. La zona se encuentra sobre una meseta anteriormente conocida como "Donkey Hill" (Colina del Burro), y limita al norte con Yuana Morto (literalmente: Iguana Muerta) y al sur con los terrenos de la refinería de petróleo. A través del barrio pasa una carretera principal que conecta Seroe Colorado con San Nicolás.

## Historia
El barrio debe su nombre a la compañía Lago Oil & Transport Co. Ltd., que como concesionaria desarrolló inicialmente la zona para albergar a sus trabajadores. Además de Aruba, los trabajadores provenían de numerosos lugares, incluidos los territorios británicos, neerlandeses y franceses del Caribe, Venezuela, Guyana y Surinam. En 1937 se inició la construcción de 150 viviendas.
En 1941 se añadió un complejo comunitario con auditorio/cine con 600 asientos, oficina postal, parque infantil, campo deportivo y canchas de tenis. Todas las viviendas e instalaciones fueron construidas, mantenidas y administradas por Lago como una comunidad cerrada.
En 1956, Lago transfirió las viviendas a la fundación "Home Building Foundation", que las vendió a los empleados, mientras que los terrenos se otorgaron en derecho de superficie. El resto del terreno, junto con sus edificaciones, fue transferido al Territorio Insular de Aruba. Al igual que Seroe Colorado, anteriormente conocida como "Lago Colony", el barrio contaba con un sistema numérico de direcciones que fue sustituido a principios de los años 60 por un sistema basado en nombres de calles. En años posteriores, el área fue ampliada con nuevas construcciones alrededor del núcleo original.

## Lugares de interés
En el barrio se encuentra el Museo de Trenes a Escala (Model Trains Museum) y, desde 1989, la Escuela de Policía. Cerca de allí se encuentran el centro de detención (KIA) y el "Campo de Vuyst", un antiguo aeródromo utilizado para deportes aéreos en la década de 1940. Desde 2018, se encuentra en la zona el mayor parque solar de Aruba, "Sunrise Solar Park", con una capacidad de 7,5 MW, desarrollado por WEB Aruba.

## Enlace externo
- Sitio web de Lago Heights